# Tänassilma (Saku)
Tänassilma is een plaats in de Estlandse gemeente Saku, provincie Harjumaa. De plaats heeft de status van dorp (Estisch: küla).

## Bevolking
Het dorp had 362 inwoners op 31 december 2011 en 446 inwoners op 31 december 2021.